# دی‌دبلیواس
دی‌دبلیواس (انگلیسی: DWS) شرکت سرمایه‌گذاری آلمانی است، که در سال ۱۹۵۶ تأسیس شد.